# توفيق صادق
توفيق صادق ممثل مصري مسرحي  عمل بالسينما في أدواراً ثانوية وقد بدأ نشاطه الفني في العشرينيات بالعمل بالمسرح وفي نهاية الثلاثينيات إتجه للعمل بالسينما حيث أدى أدوار رجل الشرطة الشاويش ورجل المرور والمخبر والأدوار البلدية مثل القهوجى والمعلم والتاجر.
شارك توفيق صادق في مسلسل إذاعي واحد (مذكرات المرحوم للمخرج أحمد كامل مرسي) ومسرحيتين (الذبائح عام 1925، ومصرع كليوباترا عام 1968)، وكانت باقي أعماله في التمثيل السينمائي.

## قائمة أعماله السينمائية
فيلم «زينب» للمخرج محمد كريم عام 1930
فيلم «الدفاع» للمخرج يوسف وهبي عام 1935
فيلم «في ليلة ممطرة» للمخرج توجو مزراحي عام 1939
فيلم «ألف ليلة وليلة» للمخرج توجو مزراحي عام 1941، قام بدور لادن بن طنجر المزيف.
فيلم «أولاد الفقراء» للمخرج يوسف وهبي عام 1942، قام بدور زكي فؤاد عبد السميع.
فيلم «جوهرة» للمخرج يوسف وهبي عام 1943، قام بدور تمرجي.
فيلم «نور الدين والبحّاره الثلاثة» للمخرج توجو مزراحي عام 1944
فيلم «قصة غرام» للمخرج محمد عبد الجواد عام 1945
فيلم «المظاهر» للمخرج كمال سليم عام 1945
فيلم «الفنان العظيم» للمخرج يوسف وهبي عام 1945، وقام بدور فرحات زؤلط.
فيلم «البني آدم» للمخرج نيازي مصطفى عام 1945، وقام بدور الممرض.
فيلم «ضحايا المدنيّة» للمخرج نيازي مصطفى عام 1946
فيلم «ولدي» للمخرج عبد الله بركات عام 1949، وقام بدور جار مراد.
فيلم «المليونير» للمخرج حلمي رفلة عام 1950، وقام بدور شاويش حانة يني.
فيلم «الأفوكاتو مديحة» للمخرج يوسف وهبي عام 1950
فيلم «مشغول بغيري» للمخرج إبراهيم عمارة عام 1951
فيلم «عائشة» للمخرج جمال مدكور عام 1953
فيلم «حياة أو موت» للمخرج كمال الشيخ عام 1954، قام بدور صول القسم.
فيلم «سيدة القصر» للمخرج كمال الشيخ عام 1958، قام بدور النجار.
فيلم «العنب المر» للمخرج فاروق عجرمة عام 1965، قام بدور (أحد العاملين علي سيارة يمارس عليها العاب الأراجوز والبلياتشو في المولد)

## وصلات خارجية
- توفيق صادق على موقع السينما
- توفيق صادق على موقع دهليز
- توفيق صادق على موقع كاروهات